# Canthocamptus microstaphylinus
Canthocamptus microstaphylinus är en kräftdjursart som beskrevs av Wolf 1905. Canthocamptus microstaphylinus ingår i släktet Canthocamptus och familjen Canthocamptidae. Inga underarter finns listade i Catalogue of Life.